# 天主教姆韋卡教區
天主教姆韋卡教區（拉丁語：Dioecesis Mvekaënsis）是剛果民主共和國一個羅馬天主教教區，屬卡南加總教區。
教區的前身是一個宗座監牧區，成立於1953年3月24日，1964年9月29日升為教區。
教區位於該國中南部西開賽省中部。2001年有教友196,500人（佔轄區總人口46.8%）、廿四個堂區、三十二名司鐸。現任教區主教為熱拉爾·穆倫巴·卡倫巴。